# Bruchhausen-Vilsen
Bruchhausen-Vilsen (dolnoniem. Brooksen-Vilsen) – miasto (niem. Flecken) w Niemczech, w kraju związkowym Dolna Saksonia, w powiecie Diepholz, siedziba gminy zbiorowej Bruchhausen-Vilsen.
1 listopada 2011 do miasta przyłączono gminę Engeln, która stała się jego dzielnicą. a pięć lat później gminę Süstedt.